# Tim Wieskötter
Tim Wieskötter (Emsdetten, 12 de marzo de 1979) es un deportista alemán que compitió en piragüismo en la modalidad de aguas tranquilas.
Participó en cuatro Juegos Olímpicos, entre las ediciones de los años 2000 y 2012, obteniendo en total tres medallas: oro en Atenas 2004, plata en Pekín 2008 y bronce en Sídney 2000, las tres en la prueba de K2 500 m. Ganó once medallas en el Campeonato Mundial de Piragüismo entre los años 2001 y 2007, y quince medallas en el Campeonato Europeo de Piragüismo entre los años 2000 y 2010.

## Palmarés internacional
| Juegos Olímpicos   | Juegos Olímpicos             | Juegos Olímpicos  | Juegos Olímpicos |
| Año                | Lugar                        | Medalla           | Competición      |
| ------------------ | ---------------------------- | ----------------- | ---------------- |
| 2000               | Sídney (Australia)           | Medalla de bronce | K2 500 m         |
| 2004               | Atenas (Grecia)              | Medalla de oro    | K2 500 m         |
| 2008               | Pekín (China)                | Medalla de plata  | K2 500 m         |
| Campeonato Mundial |                              |                   |                  |
| Año                | Lugar                        | Medalla           | Competición      |
| 2001               | Poznań (Polonia)             | Medalla de oro    | K2 500 m         |
| 2001               | Poznań (Polonia)             | Medalla de plata  | K2 200 m         |
| 2002               | Sevilla (España)             | Medalla de oro    | K2 500 m         |
| 2002               | Sevilla (España)             | Medalla de bronce | K2 200 m         |
| 2003               | Gainesville (Estados Unidos) | Medalla de oro    | K2 500 m         |
| 2003               | Gainesville (Estados Unidos) | Medalla de bronce | K2 200 m         |
| 2005               | Zagreb (Croacia)             | Medalla de oro    | K2 500 m         |
| 2006               | Szeged (Hungría)             | Medalla de oro    | K2 200 m         |
| 2006               | Szeged (Hungría)             | Medalla de oro    | K2 500 m         |
| 2007               | Duisburgo (Alemania)         | Medalla de oro    | K2 500 m         |
| 2007               | Duisburgo (Alemania)         | Medalla de plata  | K2 200 m         |
| Campeonato Europeo |                              |                   |                  |
| Año                | Lugar                        | Medalla           | Competición      |
| 2000               | Poznań (Polonia)             | Medalla de oro    | K2 500 m         |
| 2000               | Poznań (Polonia)             | Medalla de plata  | K2 200 m         |
| 2001               | Milán (Italia)               | Medalla de oro    | K2 200 m         |
| 2001               | Milán (Italia)               | Medalla de oro    | K2 500 m         |
| 2002               | Szeged (Hungría)             | Medalla de oro    | K2 500 m         |
| 2002               | Szeged (Hungría)             | Medalla de plata  | K2 200 m         |
| 2004               | Poznań (Polonia)             | Medalla de oro    | K2 500 m         |
| 2005               | Poznań (Polonia)             | Medalla de oro    | K2 500 m         |
| 2005               | Poznań (Polonia)             | Medalla de plata  | K2 200 m         |
| 2006               | Račice (República Checa)     | Medalla de oro    | K2 200 m         |
| 2006               | Račice (República Checa)     | Medalla de oro    | K2 500 m         |
| 2007               | Pontevedra (España)          | Medalla de oro    | K2 500 m         |
| 2007               | Pontevedra (España)          | Medalla de plata  | K2 200 m         |
| 2008               | Milán (Italia)               | Medalla de oro    | K2 500 m         |
| 2010               | Corvera (España)             | Medalla de oro    | K4 1000 m        |